# Jutta Dahl

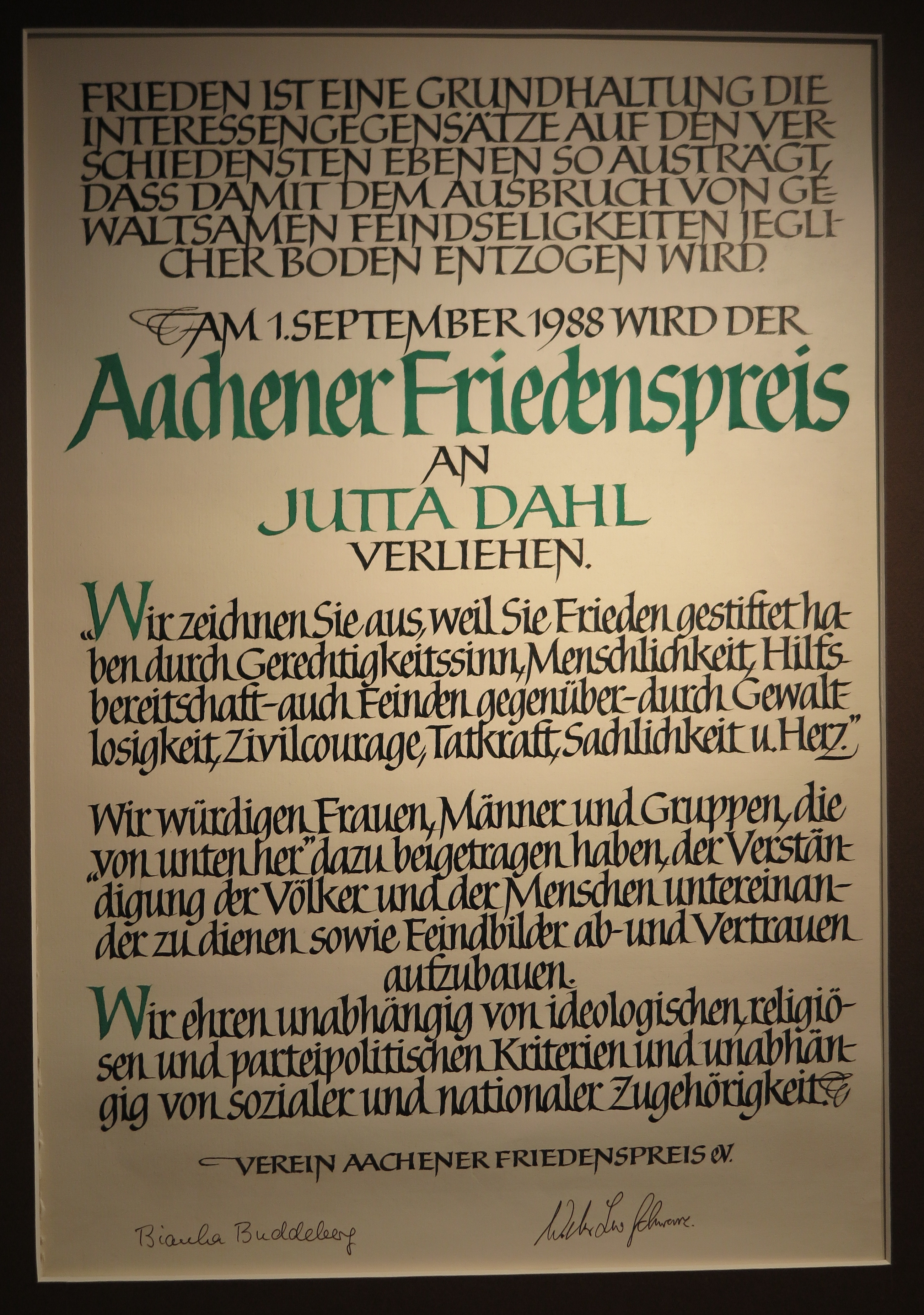
Urkunde des Aachener Friedenspreises 1988

Jutta Renate von Dahl (* 27. Mai 1943 in Stuttgart als Jutta Weitbrecht), evangelische Pfarrerin, wurde 1988 (mit Werner Sanß) für ihr Engagement in der Friedensbewegung als erste mit dem Aachener Friedenspreis ausgezeichnet.

## Leben
Jutta Weitbrecht, Tochter von Gerhard Weitbrecht (1913–2004) aus der in Württemberg ansässigen Pfarrer- und Verlegerfamilie Weitbrecht, wurde während des Zweiten Weltkrieges aus dem von Fliegerbomben stark heimgesuchten Stuttgart in die Schwäbische Alb evakuiert. In der Zeit des Wiederaufbaus zogen ihre Eltern über Neu-Isenburg nach Köln, wo sie  auf der (evangelischen) Kaiserin-Augusta-Schule in Köln ihr Abitur machte. Danach studierte sie Theologie an den Universitäten Tübingen, Wien und Bonn. Nach Erstem Theologischen Examen Vikariat in Essen-Stoppenberg mit einem Schwerpunkt in der Arbeit als Schulpfarrerin, nach dem Zweiten Theologischen Examen beim Landeskirchenamt in Düsseldorf Hilfspredigerin (Pfarrerin zur Anstellung) in Essen-Kray.
Dort lernte sie im März 1971 ihren späteren Mann, den Pfarrer August Dahl, kennen, den sie noch im gleichen Jahr heiratete. Im Dezember 1971 wurde Jutta von Dahl zur Pfarrerin ordiniert. Nachdem den von Dahls 1973, 1975 und 1977 († 1979) ein Sohn und zwei Töchter geboren wurden, schied Jutta von Dahl für 9 Jahre aus dem kirchlichen Amt aus. Versuche, nach der damals noch nicht rechtlich abgesicherten Kindererziehungszeit eine (halbe) Stelle in der Rheinischen Landeskirche zu erhalten, scheiterten. Dennoch hat sie viel ehrenamtlich und nebenamtlich oder als Honorarkraft in der kirchlichen Arbeit (Frauenhilfe) und der Erwachsenenbildung gearbeitet.
1976 trat Pfarrer Karl-August von Dahl seine Stelle als Gemeindepfarrer in Bell an, und die Familie zog in den Hunsrück.

## Engagement in der Friedensbewegung

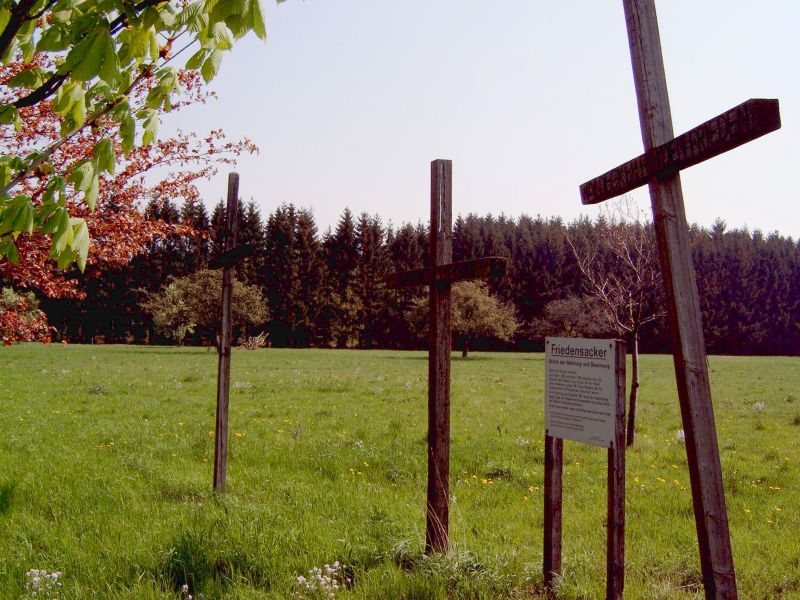
Friedensacker

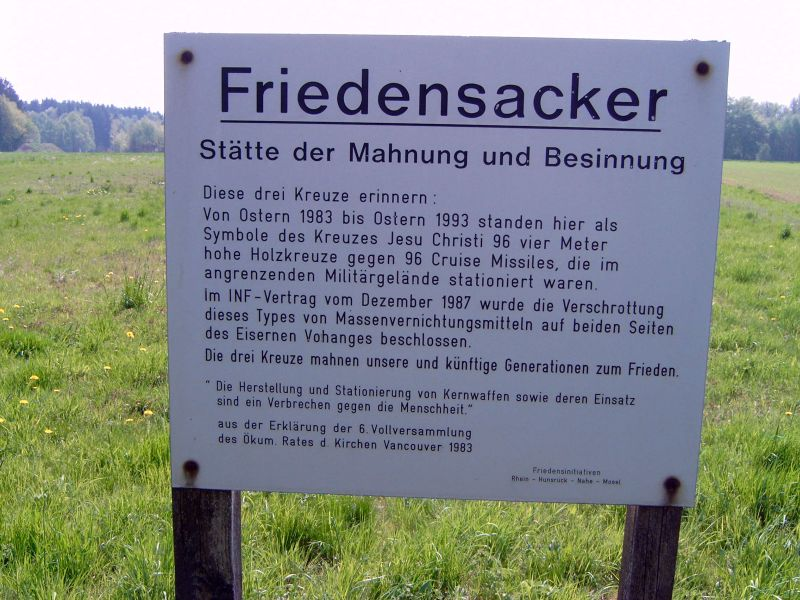
Schild zwischen den Kreuzen

Schon in ihrer Studienzeit engagierte sich Jutta von Dahl in der Anti-Apartheid-Bewegung, insbesondere beim von den Südafrikanern selbst angeregten Früchteboykott.
Als wenige Jahre nach ihrem Umzug nach Bell in unmittelbarer Nähe im Rahmen des NATO-Doppelbeschlusses US-amerikanische Marschflugkörper stationiert werden sollten, kämpfte Jutta von Dahl zusammen mit ihrem Mann Karl-August von Dahl (Raketen August) und vielen anderen gegen diese Raketenstation Pydna. Besonders beeindruckend war ihre Rede in Bonn Juni 1984 bei der von ihr mitorganisierten „Menschenkette für Frieden und Arbeit“, die von Bell/Hasselbach bis zum von Umstrukturierungsmaßnahmen betroffenen Duisburg reichte. Dies Engagement brachte ihr und ihrem Mann die Nichtverlängerung ihrer Tätigkeit als Religionslehrerin an Schulen ein (1984) aber auch, dass sie zu den ersten Preisträgern des Aachener Friedenspreises gehören konnte (1988). Der Höhepunkt im Kampf gegen die Stationierung war die Großdemonstration am Samstag, dem 11. Oktober 1986, die neben 10.000 Hunsrückern 180.000 bis 200.000 Demonstranten mit Bussen und Sonderzügen von Hamburg bis Konstanz in den Hunsrück brachte. Diese unter Auflagen genehmigte Demonstration verlief gegen alle Erwartung der staatlichen Stellen friedlich und geordnet. Aber auch die Organisation der vielen kleinen Aktionen, zum Beispiel das Aufstellen von Kreuzen für jede geplante Rakete auf dem Friedensacker, das Schreiben von Flugblättern zur Verteilung an die Soldaten, die Korrespondenz mit Mandatsträgern in den Gemeinden, lokalen und nicht lokalen Politikern, Verbänden und Initiativen war ihre Aufgabe.
Ende der 1980er Jahre wurde das Konzept nicht weiter verfolgt und das Gelände anderweitig militärisch genutzt, heute sogar für eine jährliche Technoveranstaltung, die Nature One.
Auch wurde Jutta von Dahl wieder an der Volkshochschule der Verbandsgemeinde als Lehrerin akzeptiert. Sie lebt nach der Pensionierung ihres Mannes mit ihm in der Nähe von Bell und der Raketenstation Pydna, auf dem Rothenbergerhof.